# Abutilon insigne
Abutilon insigne là một loài thực vật có hoa trong họ Cẩm quỳ. Loài này được Planch. mô tả khoa học đầu tiên năm 1850.